# Tricimba confusa
Tricimba confusa är en tvåvingeart som beskrevs av Cherian 1989. Tricimba confusa ingår i släktet Tricimba och familjen fritflugor. Inga underarter finns listade i Catalogue of Life.